# Mikko Lindström
Mikko Viljami Lindström (Helsinki, 12 augustus 1976) is een Fins gitarist en zanger. Hij is beter bekend onder de naam Linde, Lily Lazer en/of Daniel Lioneye als de gitarist van de Finse metalband HIM.
Zijn ouders zijn Olli en Riitta Lindström. Al vroeg kreeg hij een gitaar en speelde hij samen met Ville Valo in een paar bands, voordat ze rond 1991 de band begonnen samen met Mige Amour, die later de band HIM zou zijn.
Samen met Ville, Mige en twee anderen richtte hij de band Daniel Lioneye & the Rollers op. Dit was een side-project, naast HIM. Linde is de zanger en gitarist.
Hij is getrouwd en heeft een dochter Olivia.
- MusicBrainz: 9a58c72b-47df-46c8-ac9c-5661e7812400
- Nationale Bibliotheek van Tsjechië: ola2002152794
- Virtual International Authority File: 84965810